# Джефферс, Робинсон
Робинсон Джефферс (англ. John Robinson Jeffers; 10 января 1887 — 20 января 1962) — американский поэт, драматург и натурфилософ. В США при жизни был назван «величайшим поэтом XX века» и считался символом энвайронментализма.
Антибуржуазная поэзия Джефферса в 1950-е — 1960-е годы стала популярной среди леворадикальной молодежи, многие идеи его творчества стали созвучными с идеями программы битников.
На русском языке произведения Джефферса печатались в переводах А. Головко, И. Елагина, М. Зенкевича, А. Сергеева.

## Биография
Джефферс родился в Аллегейни (Пенсильвания, теперь часть Питсбурга) в семье пресвитерианского священника Уильяма Гамильтона Джефферса и Анни Робинсон Таттл. Его брат Гамильтон Джефферс был известным астрономом, работал в Ликской обсерватории. В семье поддерживали интерес Робинсона Джефферса к поэзии. В детстве путешествовали по Европе, Робинсон посещал школу в Швейцарии. Он был вундеркиндом, интересовался классическим искусством, греческим и латинским языками, литературой. В 16 лет поступил в Западный колледж в Лос-Анджелесе. В школьные годы любил бывать на природе и был активистом школьного литературного общества.

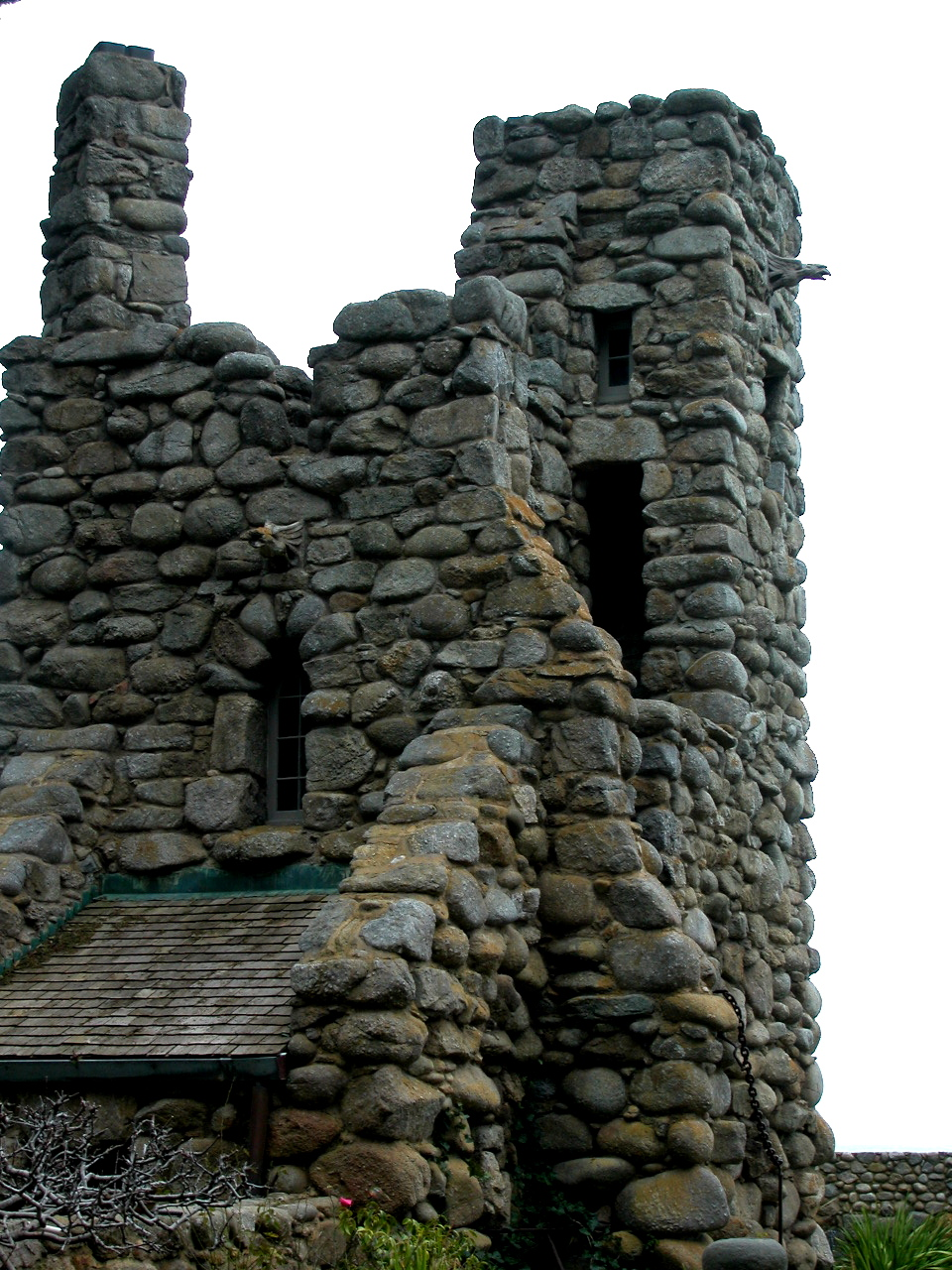
Башня Коршуна в Кармеле

После окончания колледжа поступил в Университет Южной Калифорнии, чтобы изучать медицину. Здесь он встретил свою будущую жену, старше его на три года, Уну Кастер, которая в то время была замужем за адвокатом. С 1910 года Робинсон изучает лесоводство менее года в Сиэтле, затем возвращается в Лос-Анджелес.
Развитие отношений между Уной и Робинсоном приобрело скандальную известность в 1912 году в связи с публикацией на первой полосе Los Angeles Times. В 1913 году они поженились и переехали в Кармел, маленький город в Калифорнии. Здесь Джефферс построил свои Дом на холме и Башню Коршуна (англ. Tor House and Hawk Tower), где он провёл большую часть жизни и стал известен как поэт, пишущий о красоте дикой природы и живущий в относительном одиночестве. У семейной пары в 1914 году родилась дочь, которая умерла на следующий день после рождения, и в 1916 году сыновья-двойняшки.
В 1941 году выступил против вступления США во Вторую Мировую Войну, сборник 1948 года был полон критики в адрес политики США, и издатель настоял на исключении десяти спорных стихотворений, которые были опубликованы только посмертно. Обвинял США в тенденции стать империей. Джефферс продолжал писать и после 1948 года, но по политическим причинам был замалчиваем на протяжении всех оставшихся лет его жизни и остается таковым по сей день.
Уна умерла в 1950 году от рака, Джефферс в 1962 году.

## Список публикаций
- Графины и яблоки = Flagons and Apples. Los Angeles: Grafton, 1912.
- Калифорнийцы = Californians. New York: Macmillan, 1916.
- Тамар и другие стихотворения = Tamar and Other Poems. New York: Peter G. Boyle, 1924.
- Чалый жеребец, Тамар и другие стихотворения = Roan Stallion, Tamar, and Other Poems. New York: Boni and Liveright, 1925.
- Женщины Пойнт Сур = The Women at Point Sur. New York: Liveright, 1927.
- Кавдор и другие стихотворения = Cawdor and Other Poems. New York: Liveright, 1928.
- Дорогой Иуда и другие стихотворения = Dear Judas and Other Poems. New York: Liveright, 1929.
- Высадка в Турсо и другие стихотворения = Thurso’s’s Landing and Other Poems. New York: Liveright, 1932.
- Отдай своё сердце коршунам и другие стихотворения = Give Your Heart to the Hawks and other Poems. New York: Random House, 1933.
- Солнцестояние и другие стихотворения = Solstice and Other Poems. New York: Random House, 1935.
- Такие советы Вы мне дали и другие стихотворения= Such Counsels You Gave To me and Other Poems. New York: Random House, 1937.
- Избранные стихотворения = The Selected Poetry of Robinson Jeffers. New York: Random House, 1938.
- Позлись на Солнце = Be Angry at the Sun. New York: Random House, 1941.
- Медея = Medea. New York: Random House, 1946.
- Двойной топор и другие стихотворения = The Double Axe and Other Poems. New York: Random House, 1948.
- Хангерфилд и другие стихотворения = Hungerfield and Other Poems. New York: Random House, 1954.
- Начало и конец и другие стихотворения = The Beginning and the End and Other Poems. New York: Random House, 1963.
- Робинсон Джефферс: избранное = Robinson Jeffers: Selected Poems. New York: Vintage, 1965.